# Orchestre à cordes

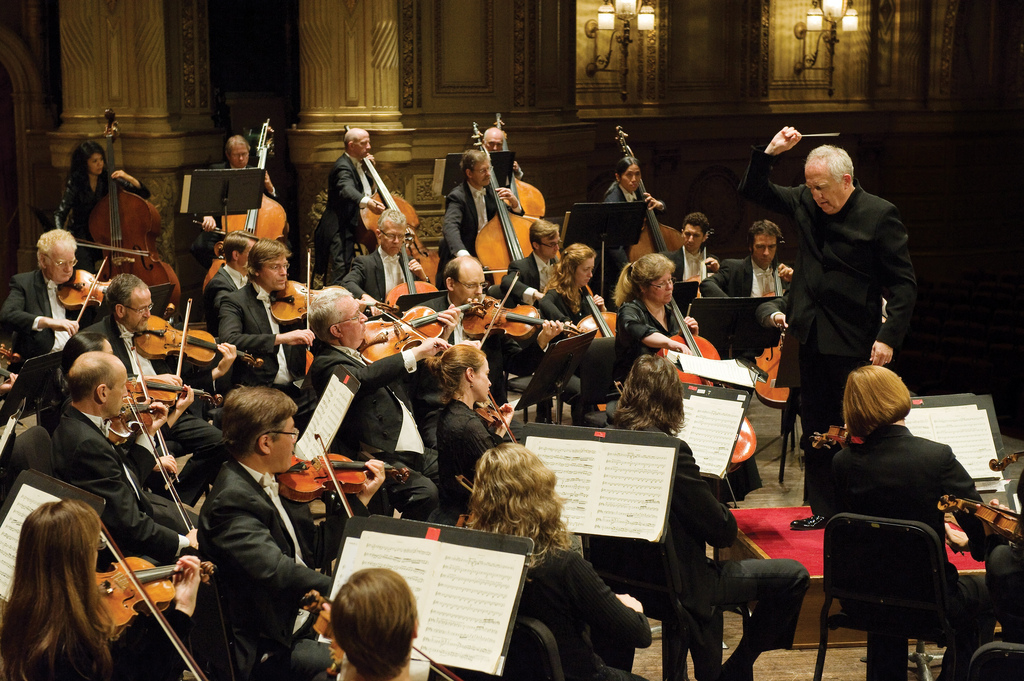
Un orchestre à cordes en concert.

Un orchestre à cordes est un ensemble formé exclusivement d'instruments à cordes. Si toutes les combinaisons sont possibles au gré des compositeurs, il est classiquement basé sur l'ensemble des instruments à cordes frottées : violons divisés en deux sections habituellement égales, altos, violoncelles et contrebasses. Selon les périodes ou les genres musicaux abordés, à cette formation fondamentale peut être ajouté un clavecin, une harpe, plus rarement un piano. Le nombre d'instrumentistes par pupitre peut être très variable d'une œuvre à l'autre : de quelques musiciens pour un orchestre de chambre (2/3 premiers violons, 2/3 deuxièmes violons, 2/3 violons altos, 2 violoncelles et 1 contrebasse par exemple), il peut être formé de la section complète des cordes d'un grand orchestre symphonique, dépassant souvent soixante musiciens.
Au XVIIe siècle, l'orchestre à cordes sert de base constitutive à l'orchestre naissant, plus exactement « aux » orchestres naissants : c'est à partir de sa structure que les différentes combinaisons avec les autres familles instrumentales (bois, cuivres et percussions) vont évoluer pour arriver deux siècles plus tard au grand orchestre symphonique.
Si l'orchestre à cordes possède un répertoire spécifiquement écrit pour lui, il n'est pas rare que des arrangements, venus principalement de quatuors à cordes ou d'œuvres symphoniques, soit adaptés pour cette formation.

## Écriture
L'écriture de l'orchestre à cordes se fait généralement sur quatre voix. Les deux parties supérieures sont joués par les violons, divisés en deux groupes égaux, les premiers prenant la voix la plus aiguë, les seconds celle juste en dessous. Les altos se chargent de la partie intermédiaire. À de quelques exceptions près, les violoncelles et les contrebasses à l'octave inférieure ne forment qu'une seule voix et jouent la ligne la plus grave. Cette configuration à quatre voix (dite « italienne ») est la plus répandue en Europe, et ce dès l'époque baroque, à l'exception toutefois de la France où, jusqu'au milieu du XVIIIe siècle, une disposition différente à cinq voix étaient employée. Parfois, assez rarement en fait, les voix peuvent s'entremêler, certaines disparaître, d'autres se dédoubler… mais les compositeurs d'une manière générale recherchent l'équilibre quasi architectural de la « matière sonore » si particulière et si riche de l'orchestre à cordes.

## Au temps du baroque
Outre les formes musicales (suites, sinfonia, chaconnes ou passacailles, sarabandes ou menuets…) spécialement composées pour lui, l'orchestre à cordes est utilisé pour l'accompagnement des premiers concertos. Issu du concerto grosso italien de la fin du XVIIe siècle avec sa basse continue, où quelques musiciens sortent des rangs, en un dialogue souvent polyphonique, il soutient tout naturellement le ou les concertistes jusqu'à la période classique, procédé utilisé même jusqu'à nos jours par certains compositeurs voulant préserver un côté plus feutré et intimiste de ce genre musical.

## Au temps du classique
Certaines œuvres de musique de chambre de Mozart (comme la Petite Musique de nuit), de Haydn et bien d'autres, écrites à l'origine pour un trio, un quatuor ou un quintette voient leurs différentes parties jouées par de multiples instrumentistes, enrichissant ainsi son répertoire.

## Le romantisme
Tchaïkovski (sérénade pour cordes opus 48), Antonín Dvořák (sérénade pour cordes opus 22), Josef Suk et Edward Elgar (sérénade pour cordes opus 20) ont notablement enrichi le répertoire et popularisé les « sérénades pour cordes » sans oublier les treize symphonies dites « de jeunesse » de Mendelssohn également dédiées à l'orchestre à cordes.

## L'époque moderne
Au XXe siècle, les compositeurs ont continué à enrichir ce répertoire spécifique : Andante Festivo de Jean Sibelius, Divertimento de Béla Bartók, Apollon Musagète d'Igor Stravinsky, Funeral Music de Witold Lutoslawski, Simple Symphony de Benjamin Britten etc. Ralph Vaughan Williams et Michael Tippett réalisent même des œuvres pour double orchestre à cordes. Là aussi, des œuvres de musique de chambre ont été adaptées pour l'orchestre à cordes : Adagio for Strings de Samuel Barber, 3 Pièces de la Suite lyrique d'Alban Berg, Verklärte Nacht d'Arnold Schoenberg ou le deuxième quatuor à cordes de John Corigliano.

## La période contemporaine
Le courant actuel de la musique minimaliste utilise souvent les ensembles à cordes. Par exemple on peut citer la Symphonie no 3 de l'américain Philip Glass.